# Мамади
Мамади́ (рос. Мамады, башк. Мамаҙы) — присілок у складі Бураєвського району Башкортостану, Росія. Входить до складу Азяковської сільської ради.
Населення — 339 осіб (2010; 367 у 2002).
Національний склад:
- удмурти — 94 %